# Александра Брекенрідж
Алекса́ндра Брекенрі́дж (англ. Alexandra Breckenridge; нар. 15 травня 1982, Бриджпорт, Коннектикут, США) — американська акторка.

## Біографія
Александра Брекенрідж народилася в Бриджпорті, штат Коннектикут, але більшу частину дитинства провела у Деріані. У віці 10 років, разом з матір'ю переїхала до Каліфорнії, де вони переїжджали протягом року, перш ніж оселилися в Мілл-Веллі. Коли їй було 13 зацікавилася акторською майстерностю, фотографуванням та співом, а у 15 років переїхала з матір'ю назад до Лос-Анджелеса, щоб продовжити акторську кар'єру.
У 19 років працювала водієм-експедитором у компанії Big Wangs у Голлівуді.
Її мати, якій було 19 років, коли вона народилася, ходила до коледжу і заробляла на життя прибиральницею будинків, а батько працював у казино «Фоксвуд» директором з операцій в інженерному відділі.

## Кар'єра

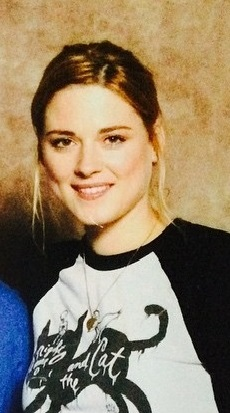
Александра Брекенрідж в 2015 році

У 2000 році зіграла роль Шеллі Вівер у серіалі Диваки і навіжені, а також у серіалах "Баффі — переможниця вампірів, «Усі жінки — відьми», «CSI: Місце злочину» та ін. Брекенрідж також знялася в ролі Френсіс у трьох епізодах «Opposite Sex». У 2002 році вона з'явилася у фільмі «Великий товстий брехун» з Френкі Мунізом у ролі старшої сестри Джейсона Шепарда — Джені.
Брекенрідж виконала численні голосові ролі в анімаційному мультсеріалі Сім'янин. В інтерв'ю FHM вона заявила: «Коли я вперше пішла на Сім'янина, я пробувалася на гостьовий голос. Не знаю, чому, але Сету Макфарлейну дійсно сподобався мій голос. Я ніколи не зрозумію цього. Я йому просто подобалася, і вони телефонують мені весь час, щоб зробити різні речі» (англ. When I first went for Family Guy, I auditioned for a guest voice. I don't know why, but [creator] Seth MacFarlane really likes the sound of my voice. I'll never understand that. He just liked me and they call me back all the time to do different things.). Брекенрідж часто озвучує знаменитостей, таких як Сара Джессіка Паркер і Рене Зеллвегер. У неї також були ролі у веб-серіалі Макфарлейна Кавалькада мультфільмів Сета Макфарлейна, а ще Александра була присутня в епізоді «With Friends Like Steve's» мультсеріалу Американський тато!.
У 2006 році приєдналась до акторського складу фільму «Вона — чоловік» в ролі Монік Валентайн. Пізніше з'явилася інформація про те, що вона була присутня в декількох серіалах, які пізніше були скасовані, таких як драматичний серіал «Dirt» на каналі FX з 2007 по 2008 рік, в якому вона грала Віллу Макферсон, молоду вискочку-письменницю. У 2009 році Брекенрідж зіграла одну з головних ролей у незалежному фільмі «The Bridge to Nowhere» режисера Блера Андервуда. У 2012 році взяла участь у зйомках фільму «Ticket Out».
У 2011 році Брекенрідж зіграла епізодичну роль у четвертому сезоні серіалу «Справжня кров» на каналі HBO у ролі Катерини Пелхем, а також у першому сезоні «Американської історії жахів» на каналі FX у ролі молодої Мойри О'Хара, примари покоївки, що застрягла в будинку, в якому вона працювала. Крім того, вона повернулася на дві серії в третьому сезоні серіалу в ролі Кейлі, молодої відьми, яка досконало володіє пірокінезом.
З 2015 по 2016 рік грала роль Джессі Андерсон, персонажа однойменної серії коміксів, у п'ятому та шостому сезонах постапокаліптичного серіалу жахів AMC «Ходячі мерці». 2015 року вона зіграла одну з головних ролей у психологічному трилері «Dark» від виконавчого продюсера Джо Данте та режисера Ніка Бейсіла. У 2017 році Брекенрідж з'явилася в епізодичній ролі Софі, подруги дитинства Кейт і колишньої дружини Кевіна, в першому сезоні драматичного серіалу «Це — ми» на каналі NBC. У другому сезоні її підвищили до постійної актриси, і вона з'явилася в одному епізоді третього сезону, двох епізодах четвертого сезону, одному епізоді п'ятого сезону і в заключному шостому сезоні.
З 2019 року Брекенрідж грає головну героїню Мелінду «Мел» Монро, медсестру-акушерку, яка переїжджає до маленького містечка на півночі Каліфорнії після особистої трагедії, в серіалі Вірджин-Рівер від Netflix. У вересні 2021 року серіал був продовжений на четвертий і п'ятий сезони.

## Особисте життя
У вересні 2015 вийшла заміж за гітариста Кейсі Хупера. Перша дитина в пари, син, народився у вересні 2016 року, а друга дитина, дочка, — в грудні 2017. Проживають у Джорджії.
Брекенрідж — племінниця актора Майкла Везерлі. У неї є кілька татуювань, які вона приховує під макіяжем для своїх екранних проєктів, але не під час фотосесій.

## Фільмографія
| Рік       |    | Українська назва                    | Оригінальна назва                             | Роль                  |
| --------- | -- | ----------------------------------- | --------------------------------------------- | --------------------- |
| 1998      | тф |                                     | Even the Losers                               |                       |
| 1999      | тф |                                     | Locust Valley                                 | Арден                 |
| 2000      | с  | Затока Доусона                      | Dawson's Creek                                | Кейт Дуглас           |
| 2000      | с  | Диваки і навіжені                   | Freaks and Geeks                              | Шеллі Вівер           |
| 2000      | с  |                                     | Opposite Sex                                  | Франсіс               |
| 2001—2002 | с  |                                     | Undeclared                                    | Селеста               |
| 2002      | ф  | Країна чудіїв                       | Orange County                                 | Анна                  |
| 2002      | с  | Усі жінки — відьми                  | Charmed                                       | Мішель Мігліс         |
| 2002      | ф  | Великий товстий брехун              | Big Fat Liar                                  | Джені Шепард          |
| 2002      | ф  |                                     | Wishcraft                                     | Крісті                |
| 2002      | с  | Баффі — переможниця вампірів        | Buffy the Vampire Slayer                      | Кіт Холберн           |
| 2002      | ф  |                                     | Vampire Clan                                  | Черіті Лінн Кізі      |
| 2003      | кф |                                     | D.E.B.S.                                      | Емі                   |
| 2004      | кф |                                     | Mystery Girl                                  | Кеті Хіл              |
| 2004      | с  | CSI: Місце злочину                  | CSI: Crime Scene Investigation                | Ліза «Клеопатра» Хант |
| 2004      | с  |                                     | JAG                                           | Піа Бонфіліо          |
| 2005      | тф |                                     | Murder Book                                   | Сара                  |
| 2005      | тф |                                     | Romy and Michele: In the Beginning            | Мішель Вайнбергер     |
| 2005      | с  | Медіум                              | Medium                                        | Ізабель Гальван       |
| 2005      | кф |                                     | Rings                                         | Ванесса               |
| 2005      | с  |                                     | Sex, Love & Secrets                           | Медді Лаял            |
| 2005—2013 | мс | Сім'янин                            | Family Guy                                    | різні персонажі       |
| 2005      | мс | Американський тато!                 | American Dad!                                 | дівчина               |
| 2006      | ф  | Вона — чоловік                      | She's the Man                                 | Монік Валентайн       |
| 2007      | с  | Ясновидець                          | Psych                                         | Бетті                 |
| 2007—2008 | с  |                                     | Dirt                                          | Вілла МакФерсон       |
| 2008      | мс |                                     | Seth MacFarlane's Cavalcade of Cartoon Comedy | Принцеса Піч          |
| 2008      | с  |                                     | The Ex List                                   | Вівіан                |
| 2008      | ф  |                                     | The Art of Travel                             | Кейт                  |
| 2009      | ф  |                                     | The Bridge to Nowhere                         | Сієна                 |
| 2010      | с  |                                     | Sons of Tucson                                | Джина                 |
| 2010      | с  |                                     | Life Unexpected                               | Еббі Кессіді          |
| 2011      | тф |                                     | Cooper and Stone                              | Джена Купер           |
| 2011      | с  | Франклін та Беш                     | Franklin & Bash                               | Емілі Клер            |
| 2011      | с  | Справжня кров                       | True Blood                                    | Катерина Пелхем       |
| 2011      | с  | Американська історія жаху           | American Horror Story                         | Молода Мойра О'Хара   |
| 2012      | с  |                                     | Men at Work                                   | Кейтлін               |
| 2012      | ф  |                                     | Ticket Out                                    | Джоселін              |
| 2013      | с  | Американська історія жаху           | American Horror Story                         | Кейлі                 |
| 2013      | с  |                                     | Save Me                                       | Карлі Бругано         |
| 2014      | с  |                                     | Rake                                          | Брук Александер       |
| 2014      | ф  |                                     | Other People's Children                       | Аріель                |
| 2015      | ф  |                                     | Always Watching: A Marble Hornets Story       | Сара                  |
| 2015      | ф  |                                     | Dark                                          | Лія                   |
| 2015      | ф  |                                     | Zipper                                        | Крісті                |
| 2015—2016 | с  | Ходячі мерці                        | The Walking Dead                              | Джессі Андерсон       |
| 2015      | с  | Екстант                             | Extant                                        | Зої Грант             |
| 2016      | ф  |                                     | Broken Vows                                   | Дебра                 |
| 2017—2022 | с  | Це — ми                             | This Is Us                                    | Софі                  |
| 2018      | с  | Закон і порядок: Спеціальний корпус | Law & Order: Special Victims Unit             | Сара Кент             |
| 2018      | тф |                                     | Christmas Around the Corner                   | Клер                  |
| 2019—-    | с  | Вірджин-Рівер                       | Virgin River                                  | Мелінда Монро         |
| 2020      | тф |                                     | Love in Store                                 | Террі Карпентер       |